# 叶夫根尼·瓦西里耶维奇·费奥多罗夫
叶夫根尼·瓦西里耶维奇·费奥多罗夫（俄語：Евгений Васильевич Федоров，2000年2月16日—），哈萨克斯坦男子自行车运动员，2022年亚洲公路自行车锦标赛男子个人计时赛和男子团体计时赛金牌得主、2023年亚洲公路自行车锦标赛男子个人计时赛和混合团体计时赛金牌得主、2022年亚洲运动会男子公路赛金牌得主。